# 貝加爾湖白鮭
貝加爾湖白鮭，為輻鰭魚綱鮭形目鮭科的一種，為溫帶淡水魚，分布於俄羅斯貝加爾湖流域，體長可達60公分，棲息在底中層水域，繁殖期在12月至隔年1月，生活習性不明。